# VMI Keydets

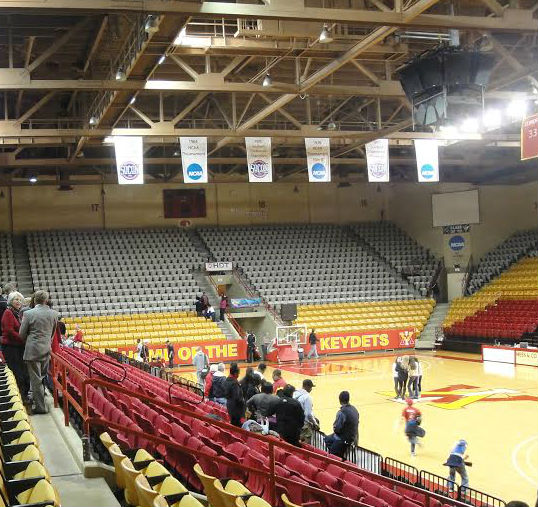
Cameron Hall.

VMI Keydets (español: Cadetes del Instituto Militar de Virginia) es el equipo deportivo del Virginia Military Institute, Instituto Militar de Virginia, situado en Lexington, en el estado de Virginia. Los equipos de los Keydets participan en las competiciones universitarias organizadas por la NCAA, y forman parte de la Southern Conference.

## Apodo y mascota
El origen de la mascota data de 1947, cuando el equipo de animadoras vieron un canguro en la portada de una revista, y comprobando lo poco usual de utilizar a este amnimal como mascota, decidieron adoptarlo. Se realizó un concurso para elegirle nombre, y el ganador fue "TD Bound". años más tarde el nombre fue cambiado por el de "Moe". A lo largo de la historia ha habido hasta cuatro "Moes" reales, el último de ellos un wallaby.
El origen del nombre, "keydets", no es fácil de averiguar, aunque se atibuye a la pronunciación que en el sur de los Estados Unidos se le da a la palabra "cadet", cadete, algo muy propio tratándose de una institución militar.

## Programa deportivo
Los Keydets participan en las siguientes modalidades deportivas:
| - Masculino - Baloncesto - Béisbol - Fútbol americano - Lacrosse - Cross - Natación - Fútbol - Lucha libre - Atletismo - Rifle | - Femenino - Cross - Softball - Natación - Rifle - Fútbol - Atletismo |

### Baloncesto
Los años más gloriosos del equipo de baloncesto de los Keydets fueron 1976 y 1977. En 1976 se quedaron a un partido de alcanzar la Final Four del Torneo de la NCAA, siendo eliminados en la final regional del Este por Rutgers, tras haber ganado a la Universidad de Tennessee y a la de DePaul en las rondas previas. En 1977 alcanzaron los octavos de final después de terminar la temporada regular con 26 victorias y 4 derrotas, un récord que todavía permanece vigente.
Cuatro jugadores salidos de la academia militar llegaron a entrar en alguna ocasión en el Draft de la NBA, aunque únicamente dos llegaron a jugar como profesional, Ron Carter, a finales de los años 70 y en la actualidad Reggie Williams.

### Fútbol americano
La sección de fútbol americano data de 1871. Ese año jugaron un único partido, perdiendo 2-4 anta Washington and Lee University. Tuvieron que pasar 20 años para que el equipo tuviera continuidad.
Un total de 14 jugadores de los Keydets han llegado a la liga profesional NFL a lo largo de la historia, aunque no hay ninguno desde 1993.

## Instalaciones deportivas
- Alumni Memorial Field at Foster Stadium. Es el estadio de fútbol americano. Fue terminado en 1963 y tiene una capacidad para 10 000 espectadores.[7]
- Cameron Hall . Es el pabellón de baloncesto. fue construido en 1981, aunque ha sufrido varias reformas, la última de ellas en 2007. tiene una capacidad para 5.800 espectadores.[8]
- Gray-Minor Stadium. Es el estado de béisbol. fue terminado en febrero de 2007, pudiendo albargar a 1.400 espectadores.